# Wizard Reef
Wizard Reef är ett rev i Australien.   Det ligger öster om norra delen av Kap Yorkhalvön i delstaten Queensland.